# 陳太龍
陳太龍（？—？）广西苍梧县人，清朝立宪派人士，中华民国政治人物。

## 生平
陳太龍是清朝秀才。1896年，康有为到梧州传经书院讲学。陈太龙、林绎和梁廷栋等人成为他的学生。1907年，陈太龙、林绎被梧州府知府庄蕴宽选派到日本留学。在日本留学期间，陈太龙曾在进步报刊上发文提出“打倒土豪劣绅”。归国后，他积极宣传立宪，在梧州创刊《广西新报》并担任主笔。
中华民国成立后，1912年，陈太龙任北京临时参议院议员。